# Atna
Atna är en ort i Stor-Elvdals kommun i Innlandet fylke i östra Norge. Orten ligger vid Rørosbanan, där riksväg 3 möter fylkesväg 219. Nordväst om orten förenas den mindre älven Atna med älven Glomma.